# Plante alpine

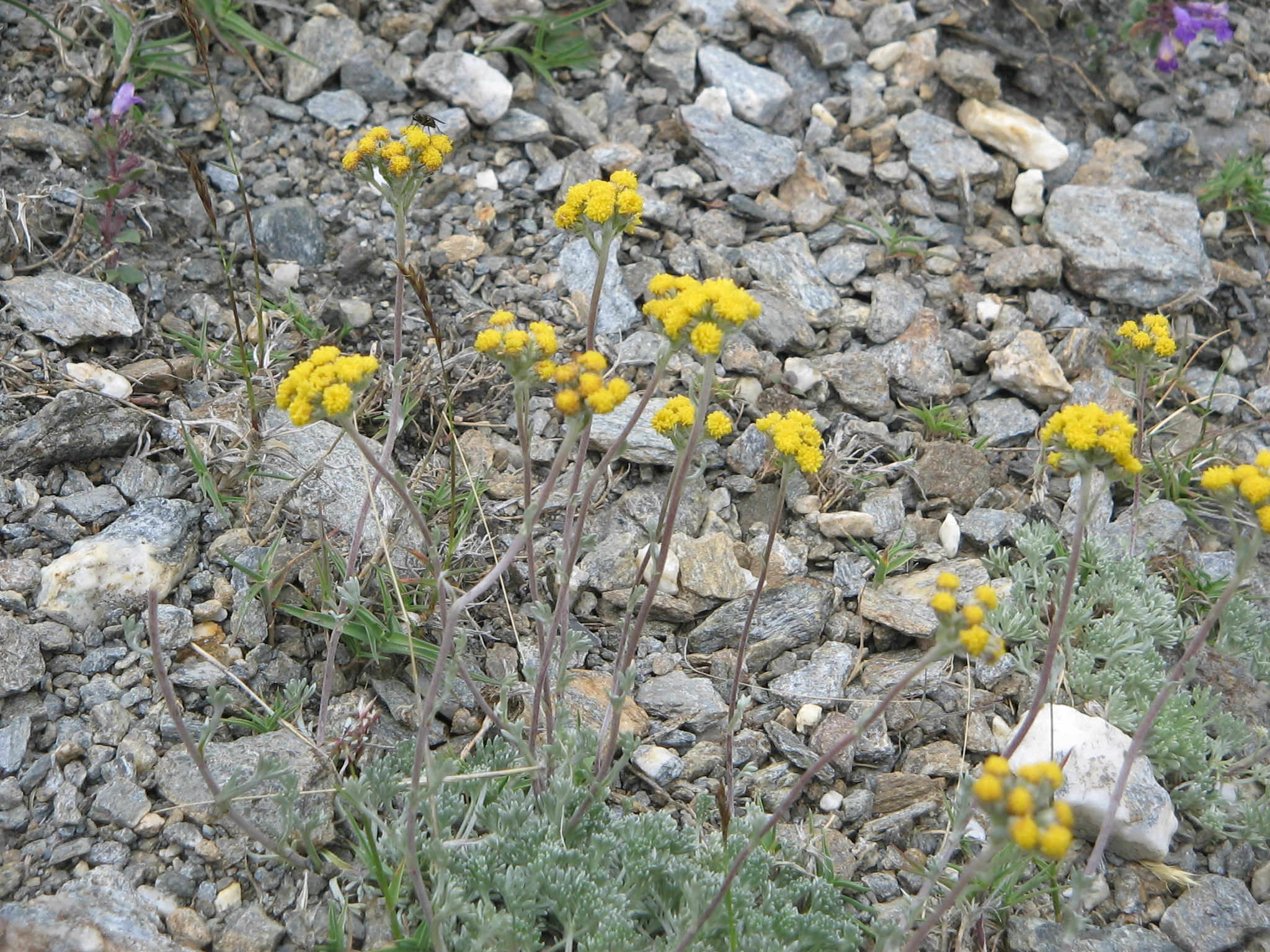
Artemisia glacialis, le génépi des glaciers.

Les plantes alpines sont des plantes vivant à l'étage alpin des montagnes, entre la limite de la zone arborescente et celle des neiges éternelles. 
Pour survivre aux conditions de cette région, ces plantes ont développé plusieurs adaptations, comme une forme trapue et une très petite taille. Elles ont également développé différentes stratégies de reproduction afin d'arriver à maturité dans la brève période de croissance que leur permet cette région.

## Morphologie
La morphologie des plantes alpines est bien différente de celle des plantes de plaines. Leurs tiges s’élèvent très peu au-dessus du sol et ont plutôt tendance à s’aplatir sur le sol ou sur les rochers. Les feuilles sont regroupées à la base de la plante, elles sont plus épaisses, d’un vert plus intense et les fleurs d’un éclat plus vif que celles d’une plante de la même espèce située en plaine. Bonnier a pu observer ces résultats en cultivant, par exemple, la moitié d’un plant d’Ombellifère, le Buplèvre en faux (Bupleurum falcatum) en altitude, et l’autre moitié de ce même plant en plaine. De plus, les organes de la plante situés sous la surface du sol sont beaucoup plus développés que les parties exposées à l’air, ce qui permet d’emmagasiner les réserves nutritives nécessaires à l’éclosion l’année suivante.

## Adaptations
Les principales caractéristiques qui différencient le climat alpin de celui des plaines sont un éclairement plus intense, un air plus sec et une température plus basse.
Les expériences de Léon Dufour démontrent qu’un éclairage plus intense a une grande influence sur les feuilles des plantes. Celles-ci sont plus épaisses, d’un vert plus intense, avec un plus grand nombre de grains de chlorophylle, qui jouent un rôle important dans la nutrition des plantes. L’épaisseur des feuilles permet aux tissus qui les composent d’être disposés en palissade. Tous ces changements dus à un éclairage plus intense favoriseraient chez les plantes alpines une plus grande assimilation et une plus grande transpiration de jour.
L'influence d'un air plus sec s'exerce également dans le même sens, vers une augmentation de l’épaisseur des feuilles ainsi qu’une augmentation de la transpiration et de l’assimilation à la lumière. 
Une température plus basse amène de son côté tous les autres changements que l’on observe généralement chez les plantes alpines. Elle favorise une plante plus petite, avec des parties aériennes réduites, des feuilles plus petites et un plant aplati sur le sol. Les plantes vont pousser près du sol, car c’est à cet endroit que la température est plus chaude, il suffit de monter d’un seul mètre pour observer un net refroidissement de l’air. De plus, la neige qui peut parfois tomber en été aplatirait les plantes sur le sol et celles-ci ne se redresseraient pas par la suite. Pour compenser la petite taille de leurs parties aériennes, les feuilles des plantes alpines doivent donc avoir des fonctions nutritives plus intenses pour une même surface.
Ces adaptations permettent aux plantes alpines d’accélérer chaque phase de leur développement pour compenser leur courte saison de croissance, entre l’arrivée et la fonte des neiges.

## Reproduction

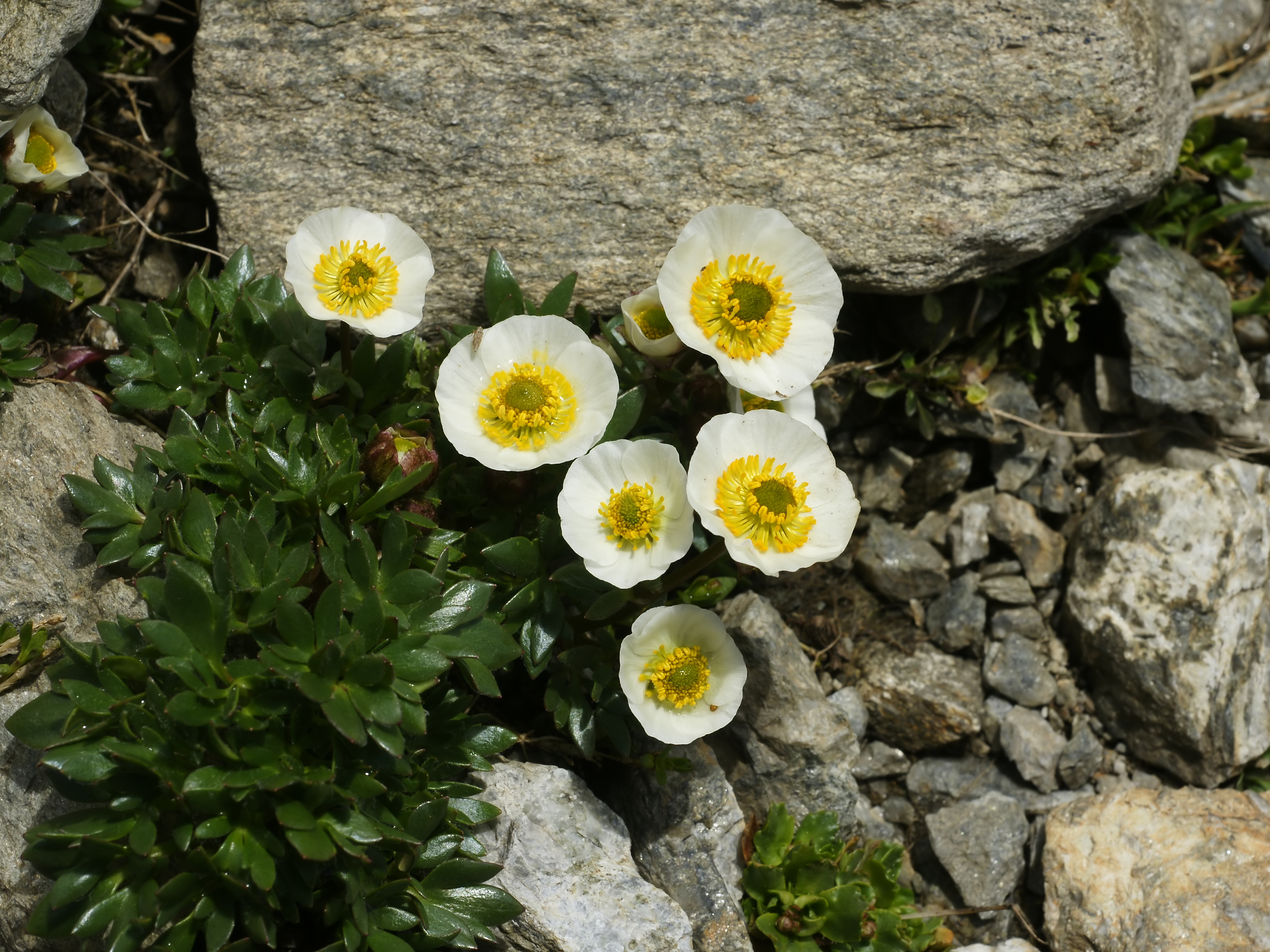
Renoncule des glaciers (Ranunculus glacialis).

Les plantes alpines utilisent pour la reproduction trois stratégies principales :
- elles peuvent se concentrer sur la reproduction sexuée et investir dans la production et la propagation de leurs graines ;
- elles peuvent se concentrer sur la reproduction végétative qui peut permettre de contrer les échecs de la reproduction sexuée ;
- une plante peut rester où elle se situe le plus longtemps qu’elle peut.[pas clair]

Plusieurs de ces stratégies peuvent être utilisées en même temps.
En ce qui concerne la reproduction sexuée, il y a aussi des variations entre les espèces par rapport au choix du moment de la floraison. Il y a trois grands moments de floraison. En premier lieu, certaines espèces de plantes vont fleurir hâtivement, elles seront prêtes à fleurir dès la fonte des neiges et le dégel du sol, cela permet aux graines d’avoir plus de temps pour arriver à maturité avant le prochain gel, c’est le cas de Ranunculus glacialis. La deuxième possibilité qui est utilisée chez une grande partie des plantes alpines est plutôt de fleurir au milieu de la saison de croissance, allant chercher certains avantages et inconvénients des deux autres options. En dernier lieu, certaines fleurs vont opter pour une floraison tardive qui leur permet d’avoir un meilleur rendement de semences, par contre, leurs graines auront moins de chance d’arriver à maturité.
Étant vivaces dans la majorité des cas, les plantes alpines assurent également leur survie d’une année à l’autre même lorsque leurs fruits ne mûrissent pas ou que leurs graines ne germent pas. Étant donné qu’elles se situent dans une région où la saison de croissance est courte avec un grand risque pour les graines de ne pas arriver jusqu’à leur germination, la survie des espèces annuelles serait impossible.